# Victor Ramos Ferreira
Victor Ramos Ferreira (Salvador, 5 mei 1989) is een Braziliaanse rechtsbenige voetballer die speelt als verdediger. Hij speelde naast clubs in Brazilië voor Standard Luik en CF Monterrey.  

## Clubstatistieken
| seizoen   | club            | land     | competitie                    | wed. | goals |
| --------- | --------------- | -------- | ----------------------------- | ---- | ----- |
| 2008      | EC Vitória      | Brazilië | Campeonato Brasileiro Série A | 1    | 0     |
| 2009      | EC Vitória      | Brazilië | Campeonato Brasileiro Série A | 16   | 1     |
| 2009/2010 | Standard Luik   | België   | Jupiler Pro League            | 13   | 0     |
| 2010/2011 | Standard Luik   | België   | Jupiler Pro League            | 12   | 0     |
| 2011      | → Vasco da Gama | Brazilië | Campeonato Brasileiro Série A | 6    | 0     |
| 2012      | → EC Vitória    | Brazilië | Campeonato Brasileiro Série B | 33   | 5     |
| 2013      | → EC Vitória    | Brazilië | Campeonato Brasileiro Série A | 33   | 0     |
| 2013/14   | CF Monterrey    | Mexico   | Liga MX                       | 14   | 1     |
| 2014/15   | CF Monterrey    | Mexico   | Liga MX                       | 10   | 0     |
| 2015      | → Palmeiras     | Brazilië | Campeonato Brasileiro Série A | 17   | 2     |
| 2016      | → EC Vitória    | Brazilië | Campeonato Brasileiro Série A | 25   | 1     |
| 2017      | Chapecoense     | Brazilië | Campeonato Brasileiro Série A | 12   | 1     |
|           |                 |          | Totaal                        | 192  | 11    |